# North Fambridge
North Fambridge är en by och en civil parish i Maldon i Storbritannien. Den ligger i grevskapet Essex och riksdelen England, i den sydöstra delen av landet, 60 km öster om huvudstaden London. Orten har 752 invånare (2001). Byn nämndes i Domedagsboken (Domesday Book) år 1086, och kallades då Fanbruge.
Klimatet i området är tempererat. Årsmedeltemperaturen i trakten är 10 °C. Den varmaste månaden är augusti, då medeltemperaturen är 20 °C, och den kallaste är mars, med 6 °C.